# Kanton Lago Agrio
Der Kanton Lago Agrio befindet sich in der Provinz Sucumbíos im Nordosten von Ecuador. Er besitzt eine Fläche von 3143 km². Im Jahr 2022 lag die Einwohnerzahl bei rund 105.000. Verwaltungssitz des Kantons ist die Provinzhauptstadt Nueva Loja mit 48562 Einwohnern (Stand 2010). Der Kanton Lago Agrio wurde am 20. Juni 1979 gegründet. Nahe Nueva Loja befindet sich das Lago-Agrio-Ölfeld.

## Lage
Der Kanton Lago Agrio liegt zentral in der Provinz Sucumbíos. Das Gebiet liegt im Amazonastiefland. Es wird im Norden vom Río San Miguel begrenzt. Durch den Kanton fließt der Río Aguarico in östlicher Richtung. Die Fernstraßen E10 (Tulcán–Puerto El Carmen de Putumayo), E45 (Baeza–Kolumbien) und E45A (Puerto Francisco de Orellana–Nueva Loja) durchqueren den Kanton. Bei Nueva Loja befindet sich ein Flugplatz. 
Der Kanton Lago Agrio grenzt im Norden an Kolumbien, im Osten an den Kanton Putumayo, im Südosten an den Kanton Cuyabeno, im Süden an den Kanton Shushufindi, im Südwesten an den La Joya de los Sachas der Provinz Orellana sowie im Westen an den Kanton Cascales.

## Verwaltungsgliederung
Der Kanton Lago Agrio ist in die Parroquia urbana („städtisches Kirchspiel“)
- Nueva Loja

und in die Parroquias rurales („ländliches Kirchspiel“)
- 10 de Agosto
- Dureno
- El Eno
- General Farfán
- Jambelí
- Pacayacu
- Santa Cecilia

gegliedert.

## Geschichte
Entwicklung der Einwohnerzahl im Kanton Lago Agrio bei landesweiten Volkszählungen zum jeweiligen Gebietsstand:
| Jahr                    | Einwohner | +/-    |
| ----------------------- | --------- | ------ |
| 1982                    | 23.863    | –      |
| 1990                    | 41.254    | 72,9 % |
| 2001                    | 66.788    | 61,9 % |
| 2010                    | 91.744    | 37,4 % |
| 2022                    | 105.044   | 14,5 % |
| Datenherkunft: Wikidata |           |        |